# Normalny Kraj
Normalny Kraj – polska partia polityczna założona w styczniu 2015 w wyniku rozłamu w Stowarzyszeniu „Republikanie”, zarejestrowana 30 kwietnia 2015. Do 14 czerwca 2015 nosiła nazwę Kongres Republikański.

## Historia
W styczniu 2015 poinformowano o założeniu partii Kongres Republikański, którą utworzyli działacze Stowarzyszenia „Republikanie” sprzeciwiający się polityce jego ówczesnego prezesa Przemysława Wiplera (m.in. Tomasz Jaskóła, który jednak krótko działał w ugrupowaniu, a w tym samym roku został posłem ruchu Kukiz’15). Jej prezesem został Krzysztof Fluder. Na I kongresie partii 14 czerwca tego samego roku przemianowała się ona na Normalny Kraj, a nowym prezesem został były działacz Kongresu Nowej Prawicy Wiesław Lewicki. Partia odcięła również się od republikanizmu. Przyjęła charakter antysystemowy i silnie prawicowy. W wyniku rozłamu w ugrupowaniu powstała centroprawicowa partia Republikanie RP, na czele której stanął były prezes KR Krzysztof Fluder (została ona wyrejestrowana w 2017).
NK podjął współpracę z partiami Polska Patriotyczna i Organizacja Narodu Polskiego – Liga Polska. W wyborach parlamentarnych w 2019 kandydatem NK do Senatu w jednym z okręgów na Lubelszczyźnie był Wojciech Mateńka z Polski Patriotycznej, który zajął przedostatnie, 3. miejsce. W wyborach prezydenckich w 2020 kandydaturę zgłosił prezes NK Wiesław Lewicki, jednak nie zebrał wymaganej do rejestracji liczby podpisów. W 2021 do partii przystąpił były poseł Jarosław Gromadzki, zasiadając w jej zarządzie (do 2022).
W wyborach parlamentarnych w 2023 NK wystawił listy do Sejmu ostatecznie w czterech okręgach (po wyrejestrowaniu listy w okręgu podlaskim) – siedleckim, bielskim, świętokrzyskim i elbląskim – a także kandydata do Senatu w okręgu kaliskim, byłego posła Zdzisława Jankowskiego z Samoobrony RP i Związku Słowiańskiego. Na liście kandydatów w okręgu siedleckim znalazła się grupa działaczy partii Front (opowiadającej się za współpracą z reżimami Białorusi i Rosji; jej przewodniczący – były poseł i w 2007 wiceminister skarbu Krzysztof Tołwiński – został liderem listy). Poza szóstką członków Frontu na listach do Sejmu znalazły się osoby bezpartyjne, prezes NK (i jednocześnie zarejestrowanej w 2022 partii Wolna Europa) Wiesław Lewicki (który otworzył listę w okręgu kieleckim), a także (na czele listy w okręgu bielskim) inni działacze NK – Bartłomiej Gowin (skarbnik partii) i Konrad Legierski. W wyborach partia otrzymała 0,02% głosów w skali kraju, zajmując 10. miejsce. Jej kandydat do Senatu zajął ostatnie, 7. miejsce w okręgu.
W wyborach samorządowych w 2024 partia zarejestrowała listy wyborcze do sejmików w 10 województwach. Ponadto wystawiła kandydatów na radnych w 8 gminach oraz kandydata na wójta gminy Wiżajny (byłego posła Józefa Laskowskiego). W wyborach do sejmików województw uzyskała wynik 0,6% w skali kraju, najwyższe poparcie otrzymując w województwie wielkopolskim (1,43%), nie uczestnicząc przy tym w podziale mandatów. Partia zdobyła 1 mandat w radzie gminy Kazanów.
W wyborach do Parlamentu Europejskiego w tym samym roku partia zarejestrowała listy wyborcze w 5 z 13 okręgów: warmińsko-mazursko-podlaskim, mazowieckim (niestołecznym), wielkopolskim, małopolsko-świętokrzyskim i śląskim. Znalazły się na nich w większości osoby bezpartyjne, ponadto działacze NK oraz po jednym członku Ślonzoków Razem i Nowej Nadziei. NK uzyskał 0,17% głosów, zajmując 8. miejsce spośród 11 komitetów (otrzymując o niespełna 9 tys. głosów mniej niż mający zarejestrowane listy we wszystkich okręgach PolExit).
W wyborach prezydenckich w 2025 chęć startu ponownie zgłosił prezes NK (a także Wolnej Europy i zarejestrowanej w 2023 kolejnej partii Normalna Polska) Wiesław Lewicki, jednak nie zdołał zarejestrować kandydatury. Ugrupowanie nie poparło w wyborach żadnego zarejestrowanego kandydata.

## Program
Partia opowiada się w programie m.in. za uproszczeniem administracji, prawem narodów do samostanowienia w ramach własnego państwa, rozwojem współpracy z krajami Europy Środkowo-Wschodniej i Azji (w szczególności Chinami), niezależnością wymiaru sprawiedliwości, profilaktyką zdrowotną i dostępnością leków gwarantowaną przez państwo, przywróceniem seminariów nauczycielskich, likwidacją testów w edukacji i nauce, naturalnym rolnictwem i swobodą gospodarowania własnymi płodami rolnymi, uwłaszczeniem Polaków na zasobach naturalnych, preferowaniem rodzimych surowców i technologii, dywersyfikacją rodzimych źródeł energii, rozwojem demograficznym, suwerennością monetarną, zakazem tworzenia deficytu finansowego na wszystkich szczeblach państwa, obostrzeniami dla kapitału zagranicznego, podatkiem przychodowym dla wszystkich przedsiębiorstw oraz odbudową przemysłu przetwórczego. Podkreśla też rolę infrastruktury krytycznej i armii. Partia proponuje również wprowadzenie bezpośrednich wyborów sędziów, oraz pozbawienie ich immunitetów prawnych.
Według programu partii, głównym celem ugrupowania jest „zdrowe państwo, którego reprezentanci dbają o interesy narodu, a wspólne cele realizowane są w zgodzie z interesem jednostki oraz poszanowaniem własności prywatnej”. Partia definiuje „wolność jednostki i wspólnoty narodowej, ochrona polskiej własności i sprowadzenie działalności organizacji politycznych do służby wobec obywateli” jako swoje główne wartości.

## Zarząd
Prezes:
- Wiesław Lewicki

Wiceprezesi:
- Sylwester Bieńkowski
- Dariusz Jarocki

Sekretarz generalny:
- Renata Zaborowska

Skarbnik:
- Czesław Piszczek

Pozostali członkowie:
- Anna Jakubowska
- Barbara Stolarska

## Inne partie
Inne partie polityczne zarejestrowane przez środowisko Normalnego Kraju:
| Nazwa           | Prezes          | Pozostali członkowie zarządu                                                           | Wnioskodawcy                                             | Data rejestracji  | Nr EwP | Siedziba                                     |
| --------------- | --------------- | -------------------------------------------------------------------------------------- | -------------------------------------------------------- | ----------------- | ------ | -------------------------------------------- |
| Partia Wolności | Anna Karbowska  | wiceprezes: Piotr Merda sekretarz generalny: Jakub Albrecht skarbnik: Robert Oleszczak | Wiesław Lewicki, Anna Karbowska, Robert Oleszczak        | 6 lipca 2015      | 355    | ul. Oczapowskiego 2 lok. 74, 01-843 Warszawa |
| Wolna Europa    | Wiesław Lewicki |                                                                                        | Robert Oleszczak, Dominik Kowalski, Wiesław Lewicki      | 21 września 2022  | 342    | ul. Rabsztyńska 15/3, 01-143 Warszawa        |
| Normalna Polska | Wiesław Lewicki |                                                                                        | Marzena Tomaszczak, Wiesław Lewicki, Krzysztof Nagrabski | 30 listopada 2023 | 461    | ul. Gołębia 1/11, 81-185 Gdynia              |